# Вши настоящие
Вши настоящие (лат. Pediculidae) — семейство отряда Пухоеды и вши, представители которого в основном являются паразитами человека.

## Систематика
Семейство входит в состав отряда Anoplura, к которому также относятся ещё два семейства — Echinophthiridae и Haematophidae. Представители Echinophthiridae живут на морских млекопитающих (тюленья вошь и др.), а представители Haematophidae паразитируют на всех наземных млекопитающих, кроме приматов.
К настоящему семейству относятся вши рода Phthirus и Pediculus.
Ранее представителей семейства Pediculidae и остальных представителей отряда Siphunculata объединяли в один отряд с пухоедами под названием Pseudorhynchota.
Наиболее распространёнными и известными представителями семейства являются:
- Головная вошь
- Платяная вошь
- Лобковая вошь

## Общая характеристика
Голова сужена в передней части. Ротовые органы представителей семейства направлены вперёд. Темя разделено продольным швом на две симметричных половины. Ротовой аппарат относится к колюще-сосущему типу. Всего стилетов три: верхний, средний и нижний. Верхний имеет вид двойного желоба и непосредственно проводит кровь в глотку. Средний имеет трубчатое строение и предназначен для выведения слюны. Нижний — является колющим органом, он вогнут, и внутри него, как в жёлобе, находятся два выше расположенных стилета. Органы зрения представлены парой слабо развитых простых глазков. Усики короткие, располагаются впереди глазков. Брюшко состоит из 9 сегментов, членики с третьего по восьмой которых несут на себе 6 пар стигм. Представители семейства, как и отряда в целом не имеют крыльев. Половой диморфизм проявляется в размере особей различных полов — самки крупнее самцов.

## Вредоносность
Представители семейства имеют эпидемиологическое значение. Головная вошь является переносчиком сыпного, возвратного тифа и других риккетсиозов.
Наибольшую опасность вши представляют в антисанитарных условиях при массовых скоплениях людей во время периодов нарушения обычной общественной жизни, преимущественно в холодное время года.
Вторым элементом вредоносности является нанесение субъективного ущерба: при питании вшей на теле человека наблюдается сильный зуд. Вследствие этого у больных снижается качество жизни, появляются внешние проявления заболевания в местах питания вшей. При интенсивном расчесывании кожных покровов вероятно появление их повреждений, бактериального инфицирования расчёсов и развитие гнойных осложнений.